# 白纪年
白纪年（1926年2月19日—2015年1月15日），男，陕西绥德人，中华人民共和国政治人物。中共第十二届中央委员会委员。1984年8月，通过中共陕西省委民主推选，经中共中央批准后，出任中共陕西省委书记，是胡耀邦执政期间推行党内民主选举试点的结果。1987年，又因胡耀邦下台受到牵连，被免去领导职务；1988年4月被安排为第七届全国政协常务委员；但在1993年后，才恢复正常政治活动。

## 生平

### 早年经历
1926年农历正月初七，白纪年出生在陕西绥德县白家沟一个败落的经商世家。父亲白星屏从北京大学农科系肄业后，回乡教书、兼做一些小生意。白纪年在家中排行老二，哥哥白万年，妹妹白素芳。
1938年8月，自绥德师范附小毕业后，白纪年考入绥德师范学校；次年，与同伴步行到延安，走上职业革命道路；曾先后在“陕甘宁边区中学”和“陕甘宁边区师范”读书。1940年毕业后，白纪年被分配到靖边县清坪乡高家沟小学教书；1941年调入陕甘宁边区三边专署工作，历任教育科、建设科文书，吴起县政务秘书、兼民政科长，三边专署助理秘书、青年联合会主任等职。1942年4月加入中国共产党。

### 建国后
中华人民共和国成立初期，白纪年曾长期在中国新民主主义青年团系统工作；历任青年团西北工委组织科科长、干部科科长、工委副秘书长兼办公室主任，青年团陕西省委第一副书记、第一书记；期间，还曾兼任陕西省体委副主任。此时，胡耀邦正担任团中央的负责人。1959年，白纪年离开共青团组织，转任陕西省委农村工作部副部长、兼省委农村政治部副主任；1965年，胡耀邦调任中共陕西省委书记；不久，白纪年被任命为中共陕西省汉中地委副书记。
“文化大革命”开始后，白纪年被打成“彭德怀、高岗、习仲勋”和“胡耀邦、赵守一、李启明”“黑线”的骨干人物，遭到批判和斗争。在长期关押、审查、批斗期间，白纪年被迫进行繁重体力劳动，打扫卫生、倒运垃圾，经常处于饥饿状态，还患上了肠癌。直到1972年，才被恢复自由。

### 执政陕西
1973年3月，恢复工作的白纪年被任命为陕西省体委党的核心小组成员。此后，历任陕西省革委会农林局领导小组组长，省农业局局长，省政府农业办公室主任，省委农村工作部部长；1978年夏，白纪年跟随中国第一个访美代表团赴美国访问；1979年2月，出任陕西省副省长；1983年3月当选省委常委；1984年，出任省委书记；1985年9月，在全国党代会上被增选为中央委员会委员。
1984年5月，时任中共陕西省委第一书记马文瑞当选全国政协副主席；在继任人选上，中共中央决定由陕西省委以民主推选的办法产生省委主要负责人。8月中旬，全省县级以上主要负责领导干部300多人，在经过四轮分步骤无记名投票后，白纪年以最高得票获得省委推荐；8月30日，中央宣布了白纪年的任命。1984年11月13日出版的《人民日报》在头版刊登了有关陕西民主推选省委主要负责人的消息；并配发评论员文章，题为《改革干部制度的大胆尝试》。国际各大媒体，美联社、法新社等也进行了相关报道，称“这是中国共产党执政以来，第一个用民主推选办法产生的省委书记”。
上任伊始，白纪年组织了千人调查队，由厅局以上领导带队，从1984年11月开始，历时三个月，对陕西全面推进经济体制改革进行调研。最后完成了八百多份调查报告，各方面的改革方案290个，最终提请省委、省政府审议决策的全省性改革方案19个。
1987年，胡耀邦因反对自由化不力而被迫下台；白纪年也因此受到牵连，在担任省委书记整三年后，即被免职。 官方对他的工作调整一直没有正式说明。直到1993年5月27日，时任中央政治局常委、书记处书记的胡锦涛与白纪年约谈时表示，这是当时“特殊历史条件下的产物”。
2015年1月15日，病逝西安，享年88岁。